# Homens da Luta
Homens da Luta es un grupo de música de raíz tradicional portuguesa, surgido de un programa de televisión.
Inspirado en el universo musical de la Revolución de los Claveles de 1974 y con instrumentación de la música Pimba, están liderados por Neto y Falâncio (Los hermanos Nuno "Jel" y Vasco Duarte). Nació hace cinco años como una sección del programa de humor Vai tudo abaixo!, emitido en el canal SIC Radical, como parodia de cantautores. Poco después recorrerían los pueblos y las ciudades de Portugal para difundir su música y grabar sketches humorísticos. Actualmente colaboran con la radio Antena 3 (RTP).
En 2011 Homens da Luta venció en el Festival RTP da Canção, y se convirtió en la representación de Portugal en el Festival de la Canción de Eurovisión 2011 con "A luta é alegria" (La lucha es alegría), inspirada en la tradición del canto colectivo que estuvo de moda en los años 1970.

## Discografía
- 2010: A cantiga é uma arma